# Messidor

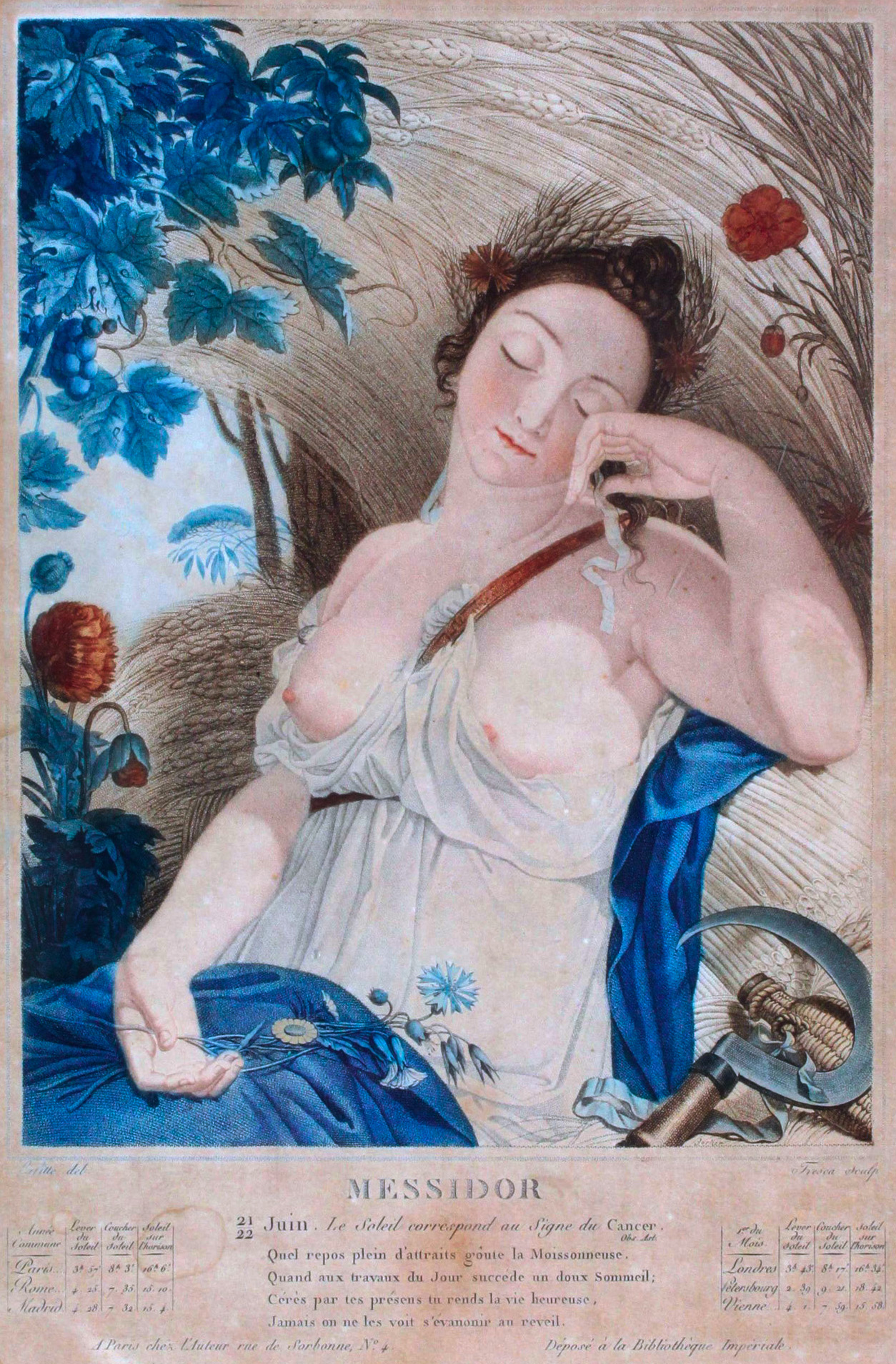
Alegoria messidora

Messidor (z łac. messis = 'żniwo' + z gr. doron = 'dar') – dziesiąty miesiąc we francuskim kalendarzu rewolucyjnym, pierwszy miesiąc lata. Trwał od 19 czerwca do 18 lipca.
Po messidorze następował miesiąc thermidor.